# 하르트만 셰델

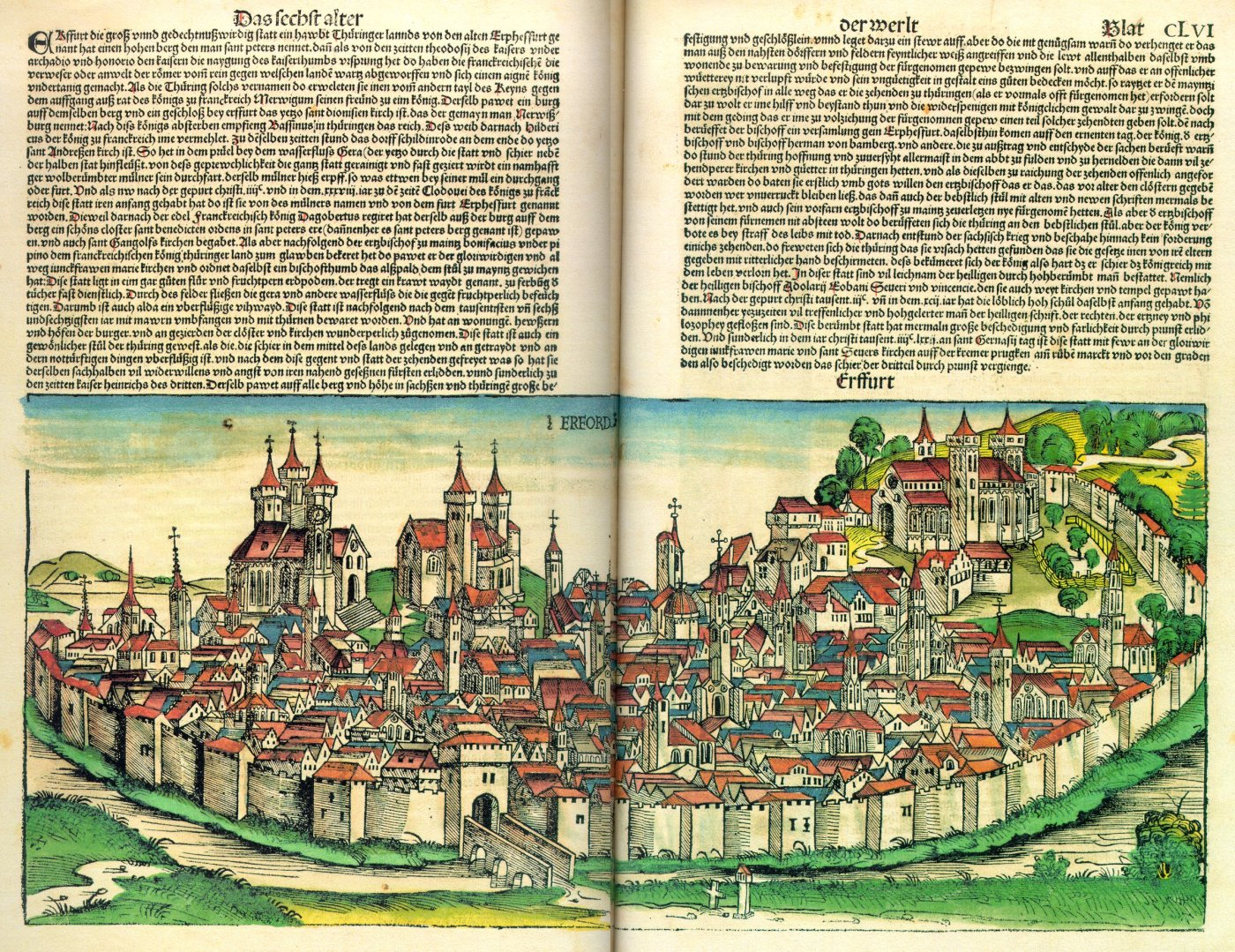
《뉘른베르크 연대기》 중 에르푸르트를 묘사한 페이지, 미하엘 볼게무트와 빌헬름 플라이덴부르프의 목판화

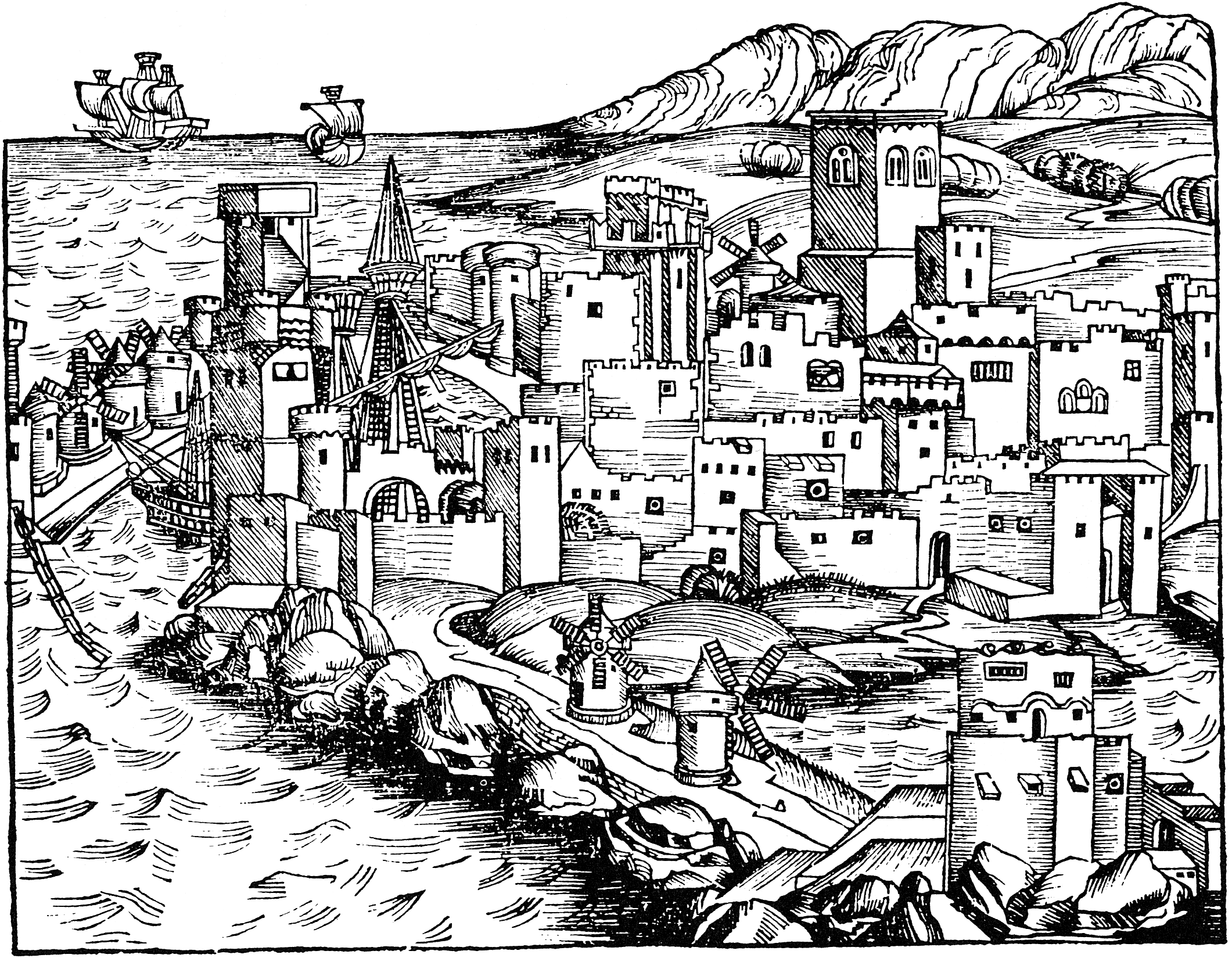
셰델이 1493년에 로도스섬을 묘사한 판화

하르트만 셰델(독일어: Hartmann Schedel, 1440년 2월 13일~1514년 11월 28일)은 독일의 역사가, 의사, 인문주의자이며 인쇄기를 사용한 최초의 지도 제작자 중 한 명이다. 그는 뉘른베르크에서 태어나고 죽었다. 그는 철학 및 의학 교수였던 마테올루스 페루시누스(Matheolus Perusinus)의 제자였다.
셰델은 '셰델의 세계사'(Schedelsche Weltchronik)로도 알려진 《뉘른베르크 연대기》를 쓴 것으로 가장 잘 알려져 있다. 이 연대기는 1493년 뉘른베르크에서 출판되었으며 Sebald Schreyer(1446~1520)와 Sebastian Kammermeister(1446~1503)의 의뢰로 제작되었다. 뉘른베르크 연대기에 그려진 지도는 여러 도시와 국가를 묘사한 최초의 그림이었다. 연대기에 새겨진 삽화는 미하엘 볼게무트와 빌헬름 플라이덴부르프가 제작한 목판화로 그려졌다.
1447년 요하네스 구텐베르크가 인쇄기를 발명하면서 더 많은 사람들을 대상으로 책과 지도를 인쇄하는 것이 가능해졌다. 그 전에는 손으로 직접 써야 했기 때문에 책이 희귀하고 매우 비쌌다.
셰델은 1457년에 라이프치히 대학교에서 학사 학위를 받았으며 파도바 대학교에서 의학, 해부학, 외과를 전공하여 1466년 4월 7일에 의학 박사 학위를 받았다. 1487년에는 뉘른베르크에서 마그달레나 할러(Magdalena Haller)와 결혼하여 12명의 자녀를 낳았지만 그중 6명이 어린 나이에 사망했다.
셰델은 또한 유명한 서적, 미술품, 고전 판화 수집가이기도 했다. 그가 1504년에 제본한 앨범에는 야코포 데 바르바리의 판화 5점이 들어 있었는데, 이는 바르바리의 작품 연대를 추정하는 데 중요한 증거를 제공했다.

## 뉘른베르크 연대기

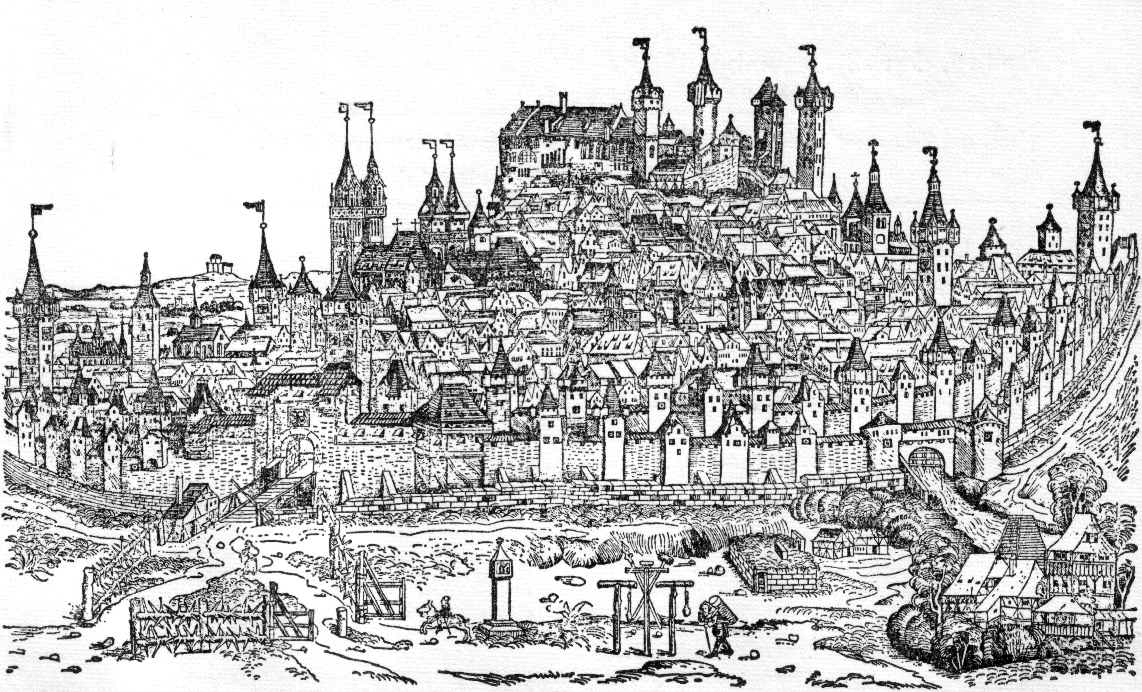
뉘른베르크
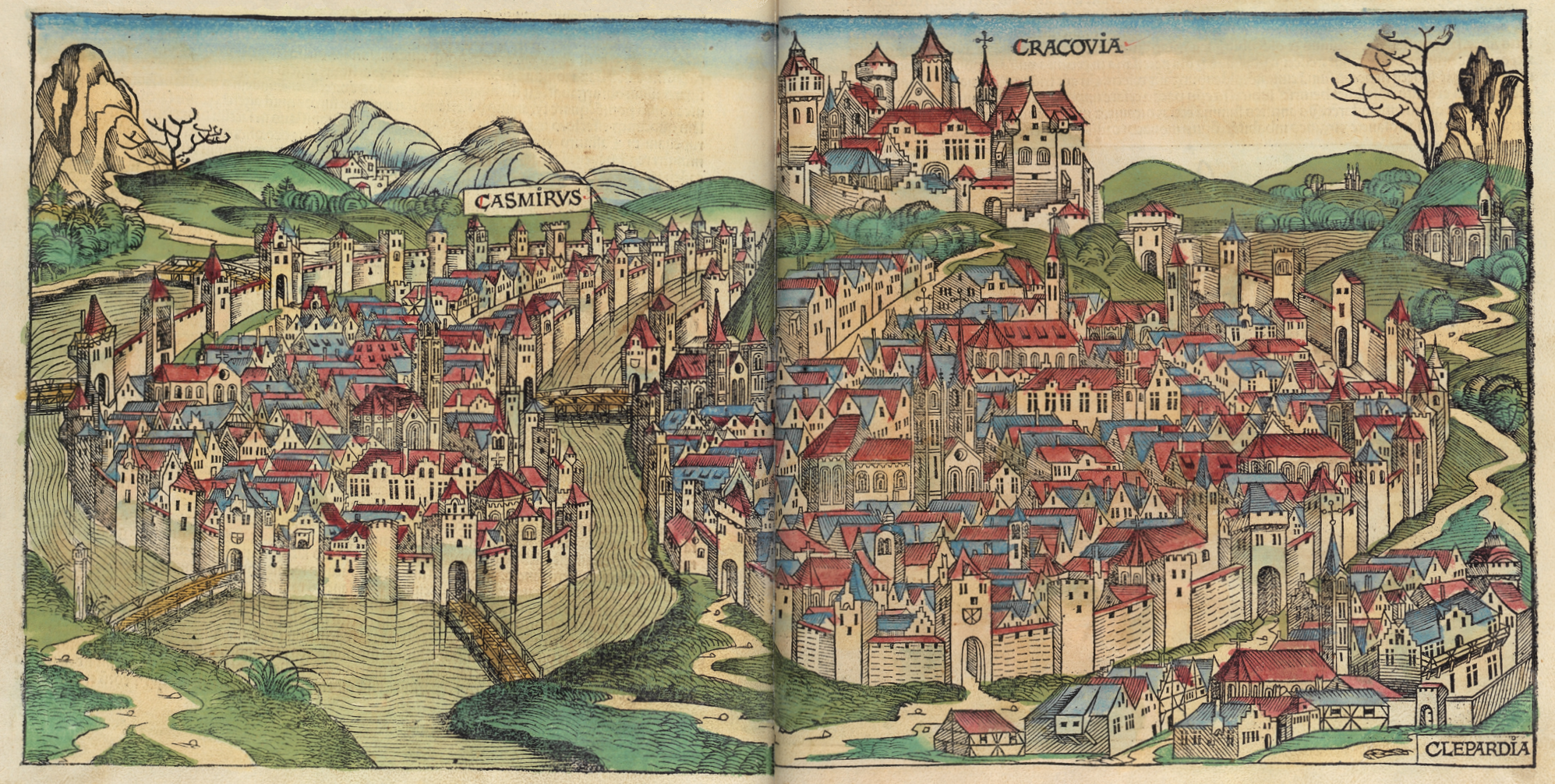
크라쿠프
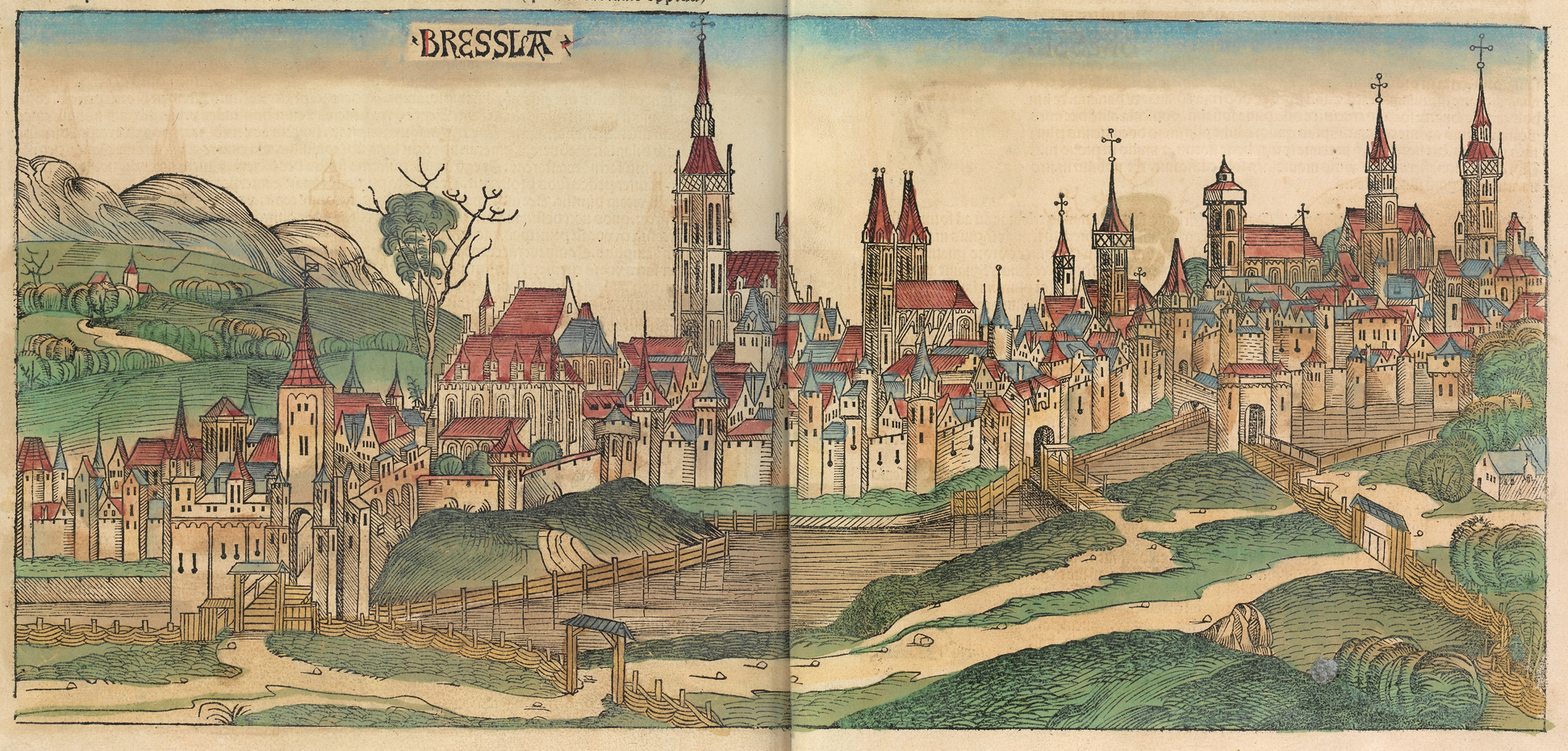
브레슬라우(브로츠와프)
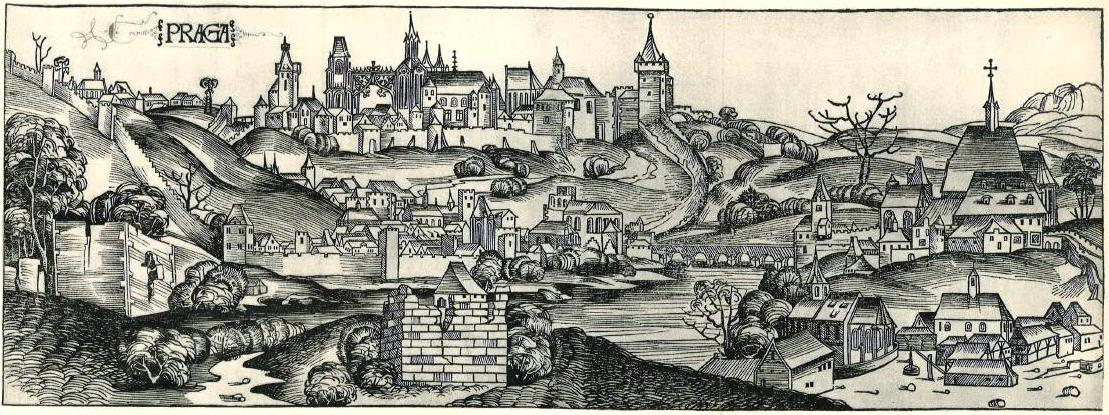
프라하
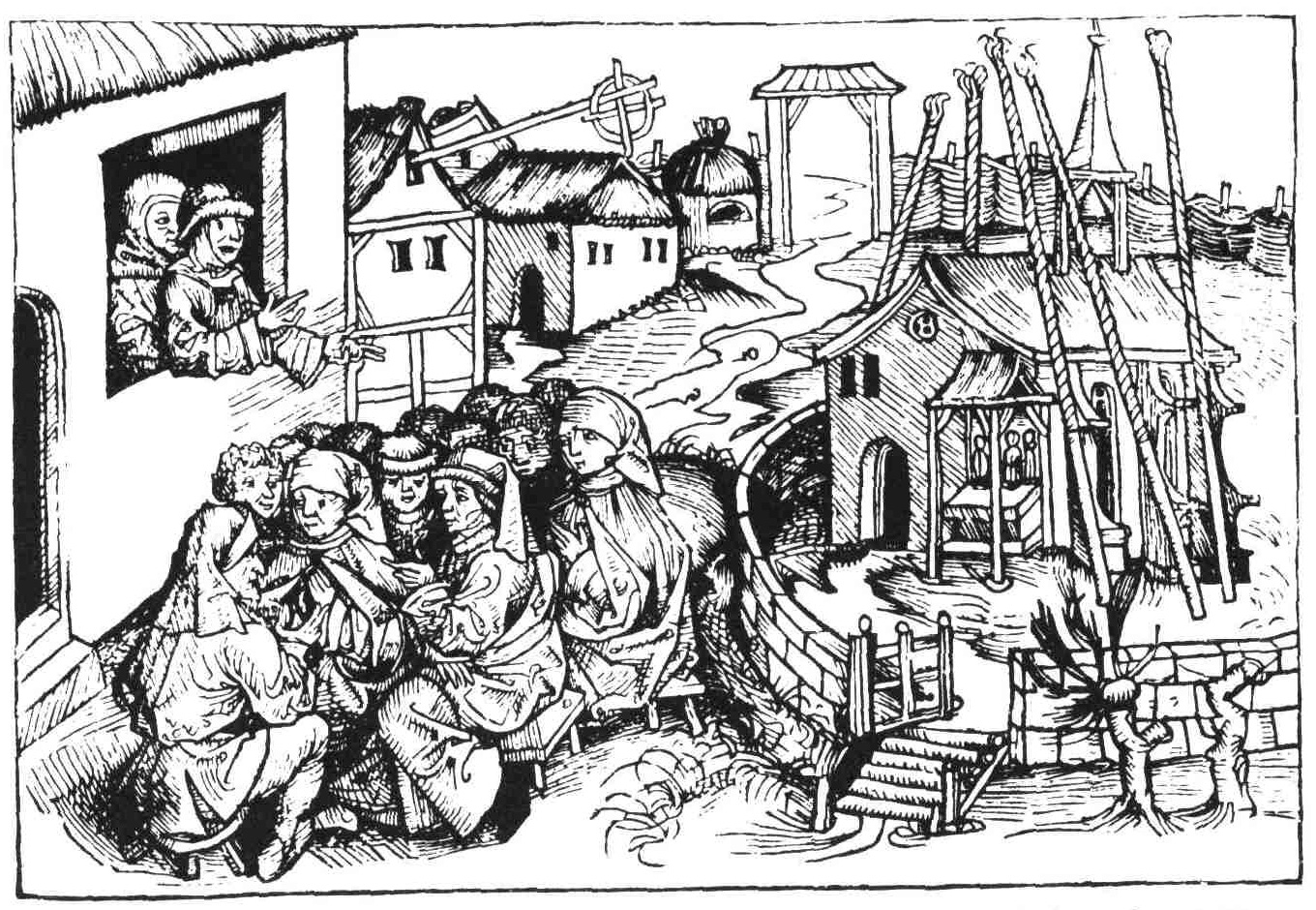
한스 뵘(Hans Böhm), "파우커 폰 니클라하우젠(Pauker von Niklashausen)"
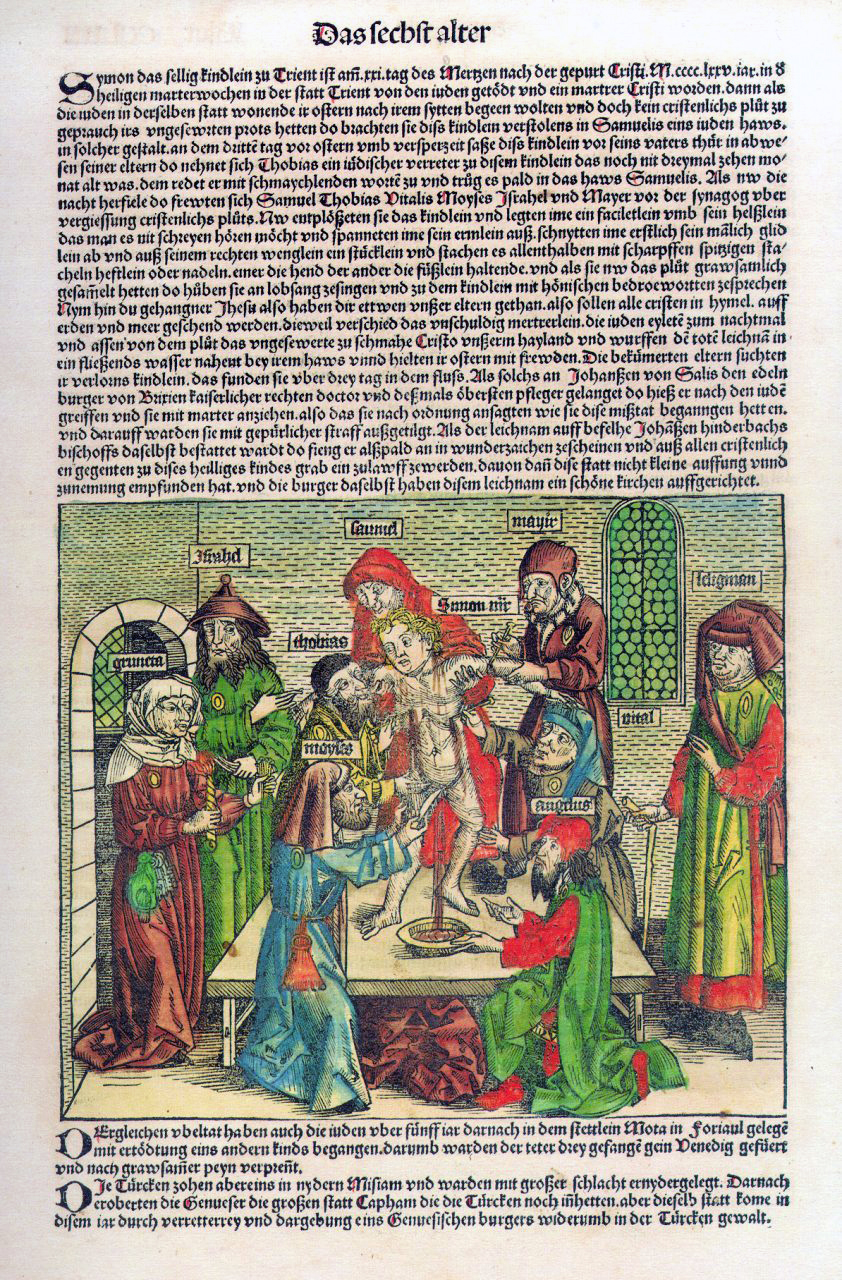
피의 비방: 1475년 트리엔트에서 유대인들이 기독교 소년 트렌트의 시몬을 살해한 것으로 추정됨
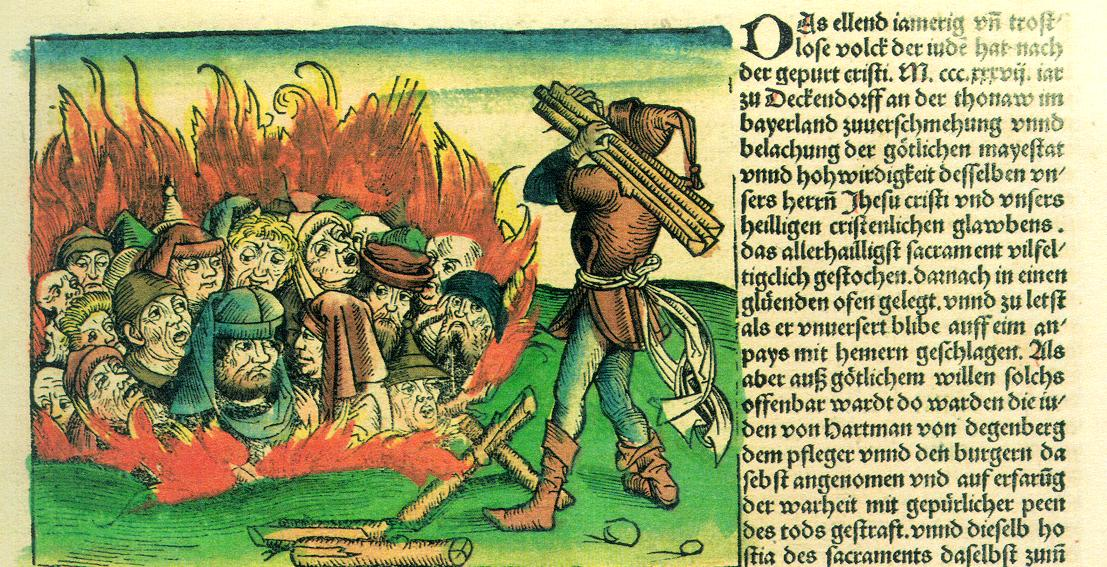
1492년 바이에른주 데겐도르프에서 성찬용 웨이퍼를 모독했다는 이유로 유대인을 화형시킨 사건
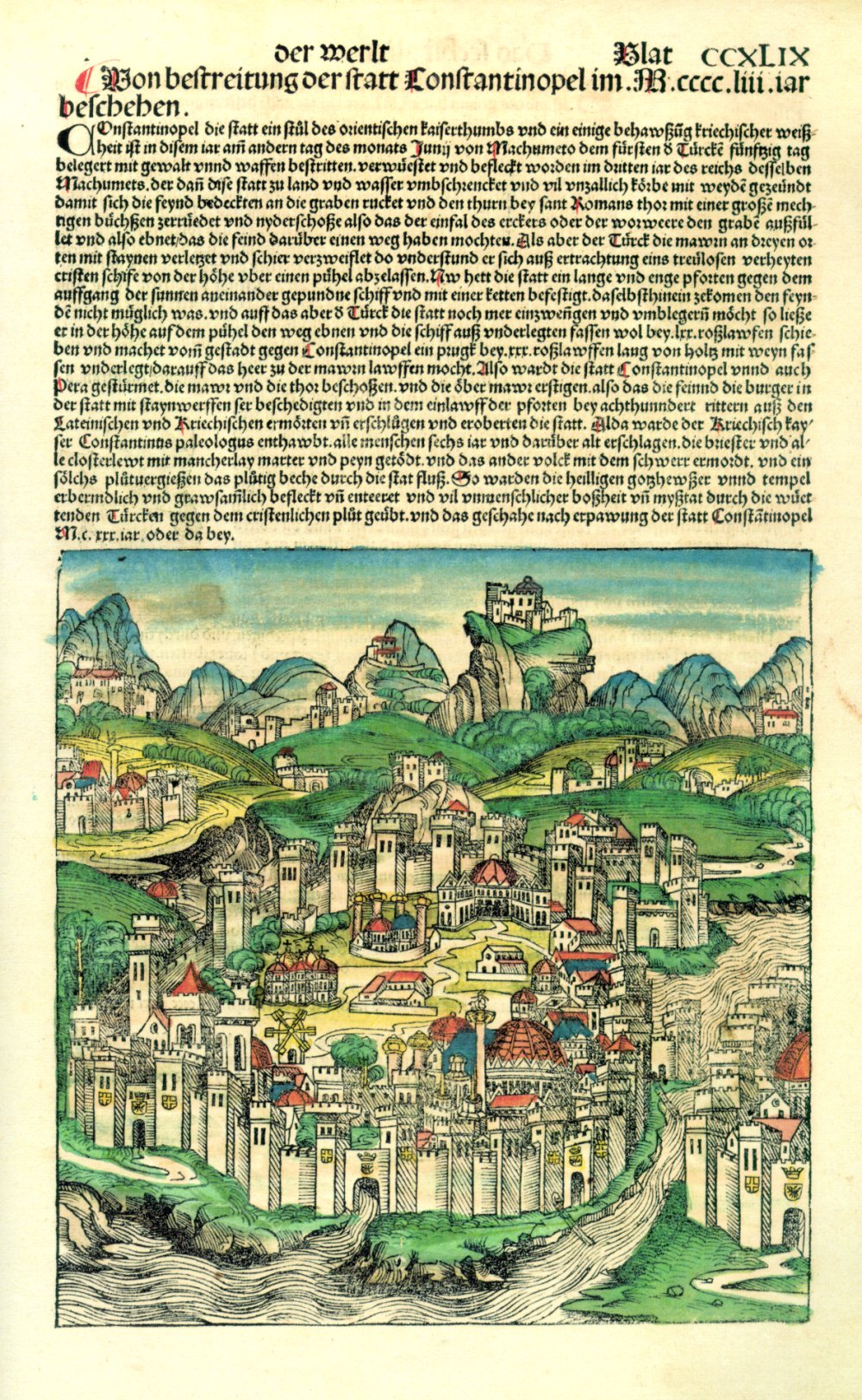
1493년 콘스탄티노폴리스
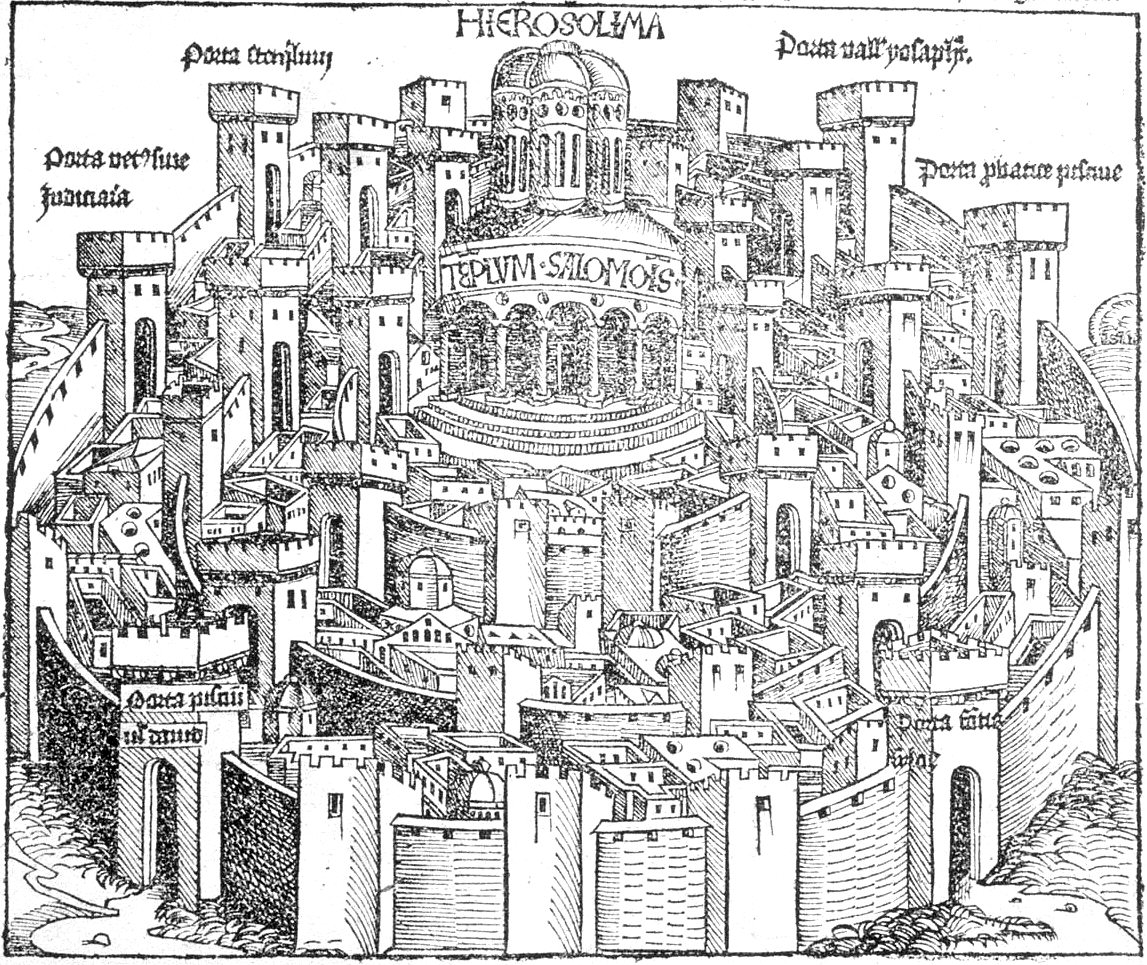
예루살렘
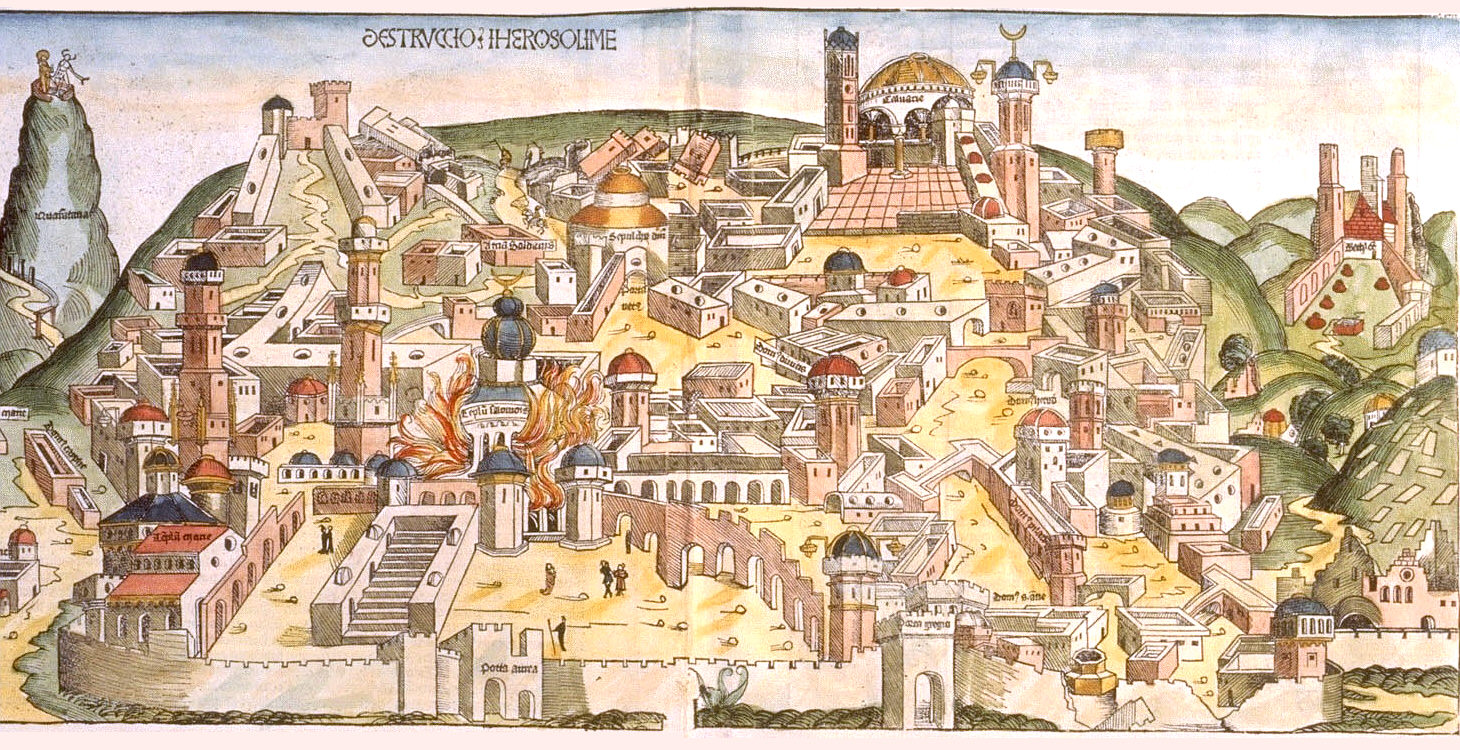
칼데아인들에 의해 파괴된 예루살렘
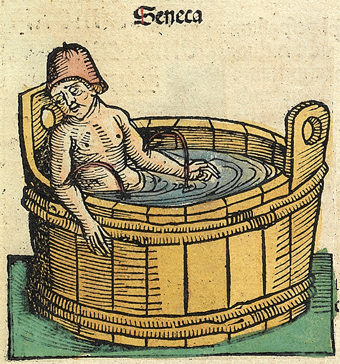
세네카의 죽음
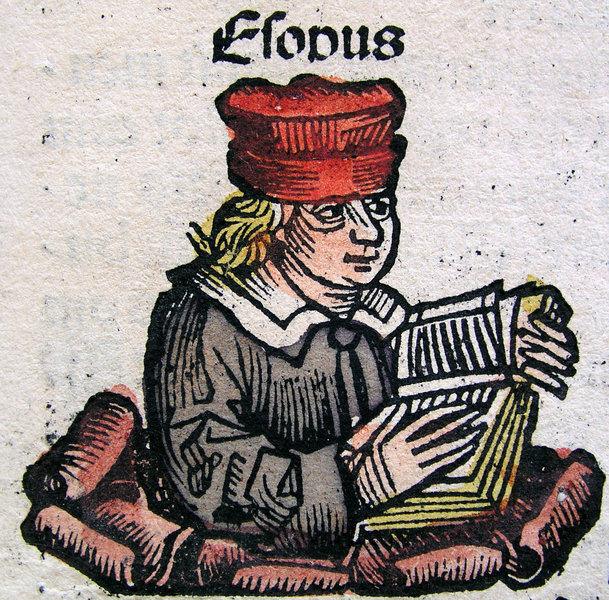
아이소포스
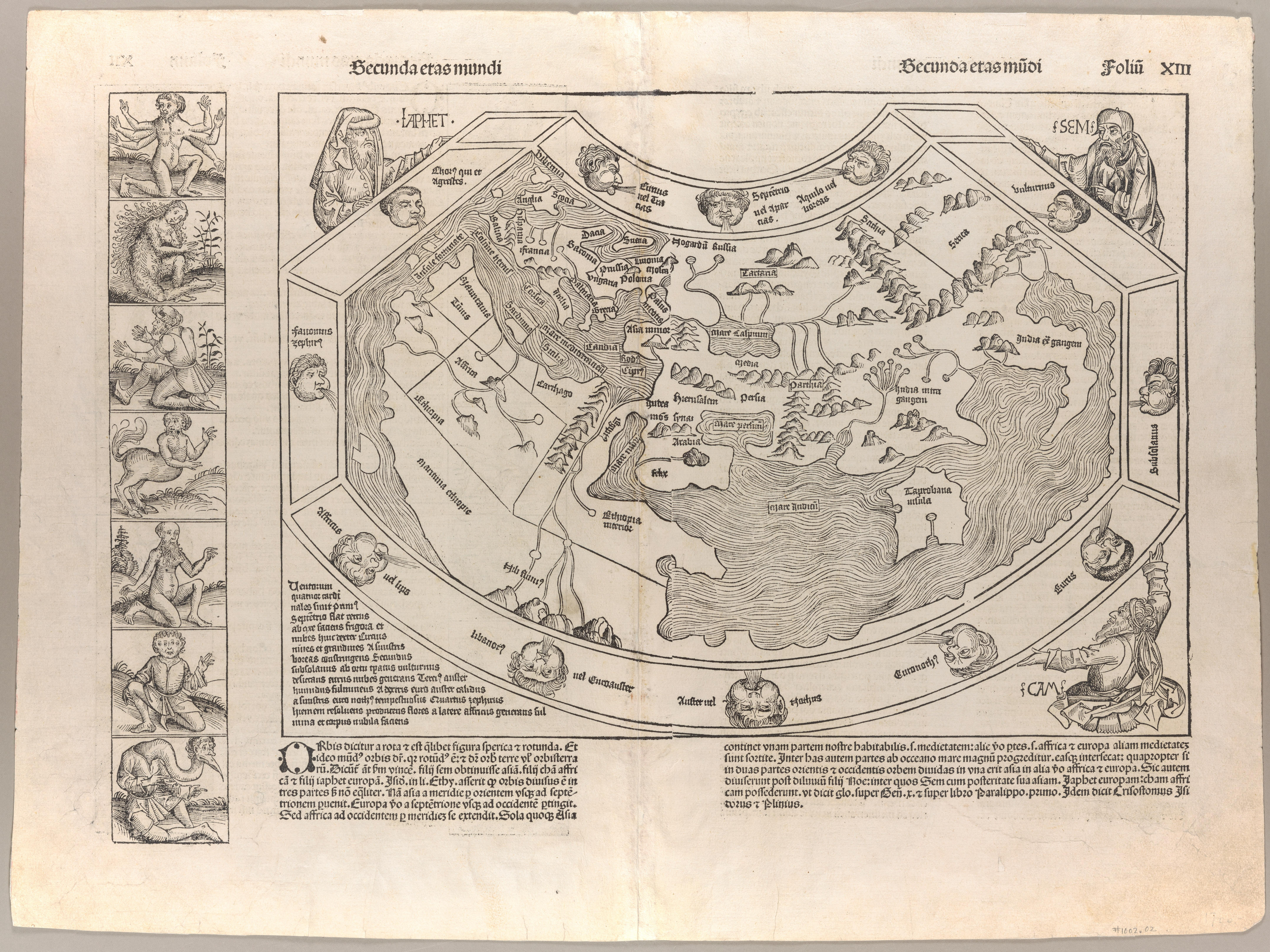
무채색 《뉘른베르크 연대기》 세계 지도(1493년).
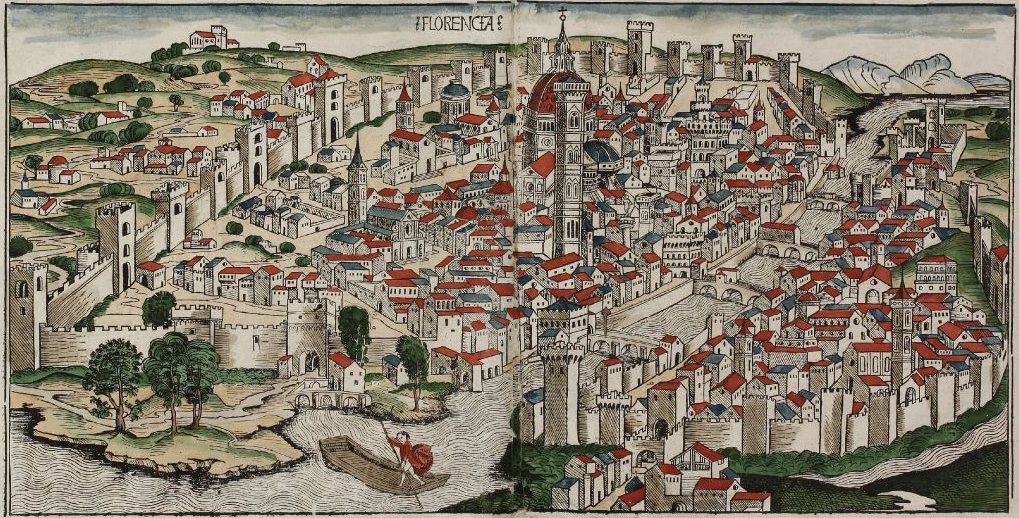
하르트만 셰델의 '피렌체의 풍경'은 1493년 안톤 코베르거가 뉘른베르크에서 인쇄한 그림이다.
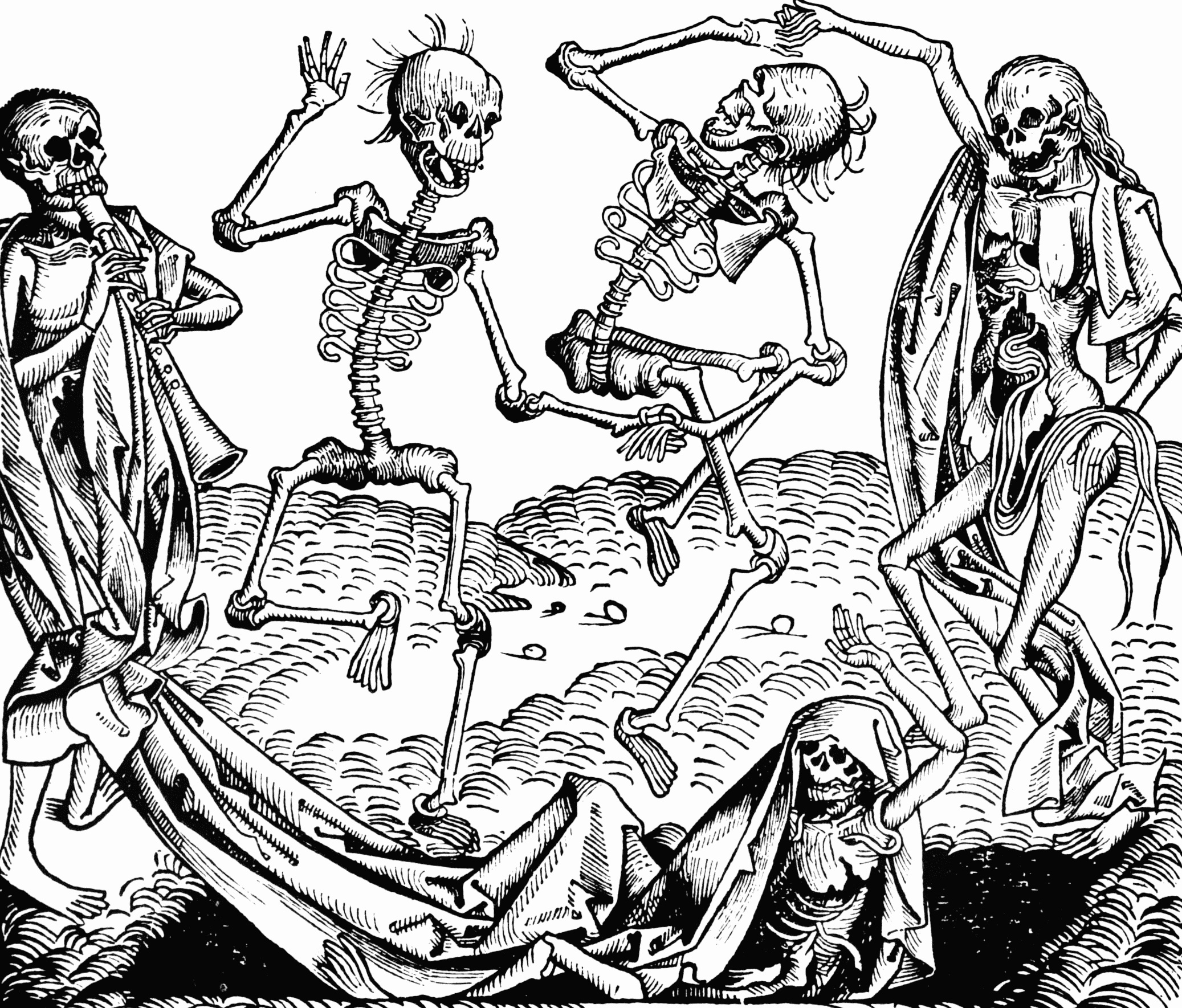
죽음의 무도

## 참조
- Elisabeth Rücker: Hartmann Schedels Weltchronik, das größte Buchunternehmen der Dürerzeit . 출판 프레스텔, 뮌헨 1988.ISBN 3-7913-0876-9한국어: ISBN 3-7913-0876-9
- 스테판 퓌셀(Hrsg.): 500 Jahre Schedelsche Weltchronik . 칼, 뉘른베르크 1994.ISBN 3-418-00372-9한국어: ISBN 3-418-00372-9
- 피터 잔: Hartmann Schedels Weltchronik. Bilanz der jungeren Forschung . In: Bibliotheksforum Bayern 24 (1996), 230–248
- Christoph Reske: 뉘른베르크의 Schedelschen Weltchronik 다이 생산 . 하라소비츠, 비스바덴 2000.ISBN 3-447-04296-6한국어: ISBN 3-447-04296-6
- Michael Zellmann-Rohrer, Constantine Hadavas, Selim S. Nahas: Liber Chronicarum 번역 1권 . 보스턴.ISBN 978-0-9831407-2-6한국어: ISBN 978-0-9831407-2-6